# Kołoząb Mały
Kołoząb Mały – przysiółek wsi Kołoząb w Polsce, położony w województwie pomorskim, w powiecie sztumskim, w gminie Mikołajki Pomorskie.
W latach 1975–1998 przysiółek administracyjnie należał do województwa elbląskiego.